# Tom Gullikson
Tom Gullikson (La Crosse, 8 settembre 1951) è un ex tennista statunitense.

## Carriera
Ha formato per anni un forte team di doppio con il fratello gemello Tim, insieme hanno vinto dieci titoli e raggiunto la finale a Wimbledon 1983, persa contro l'altro team americano formato da Peter Fleming e John McEnroe. Ha vinto altri cinque titoli nel doppio con partner diversi per un totale di quindici a cui va aggiunto l'unico titolo vinto nel singolare a Newport nel 1985.
Ha vinto un titolo dello Slam nel doppio misto, allo US Open 1984 insieme a Manuela Maleeva.
Dopo il ritiro nel 1986 ha iniziato una carriera da coach per l'USTA e nel periodo dal 1994 al 1999 è stato capitano della Squadra statunitense di Coppa Davis.

## Statistiche

### Singolare

#### Vittorie (1)
| Legenda                                                       |
| Grande Slam (0)                                               |
| Tennis Masters Cup / ATP World Tour Finals (0)                |
| Masters Series / ATP World Tour Master 1000 (0)               |
| ATP International Series Gold / ATP World Tour 500 Series (0) |
| ATP International Series / ATP World Tour 250 Series (1)      |

| Numero | Data           | Torneo                                     | Superficie | Avversario in finale | Punteggio |
| 1.     | 14 luglio 1985 | Hall of Fame Tennis Championships, Newport | Erba       | John Sadri           | 6-3, 7-5  |

### Doppio

#### Vittorie (15)
| Numero | Data            | Torneo                                      | Superficie | Compagno        | Avversari in finale            | Punteggio     |
| 1.     | 5 marzo 1978    | Miami Open, Miami                           | Sintetico  | Gene Mayer      | Bob Carmichael Brian Teacher   | 7-6, 6-3      |
| 2.     | 16 luglio 1978  | Hall of Fame Tennis Championships, Newport  | Erba       | Tim Gullikson   | Colin Dibley Bob Giltinan      | 6-4, 6-4      |
| 3.     | 20 agosto 1978  | Stowe Open, Stowe                           | Cemento    | Tim Gullikson   | Mark Edmondson Kim Warwick     | 3-6, 7-6, 6-3 |
| 4.     | 8 ottobre 1978  | Hawaiian Open, Maui                         | Sintetico  | Tim Gullikson   | Peter Fleming John McEnroe     | 7–6, 7–6      |
| 5.     | 17 giugno 1979  | Queen's Club Championships, Londra          | Erba       | Tim Gullikson   | Marty Riessen Sherwood Stewart | 6-4, 6-4      |
| 6.     | 24 giugno 1979  | Surrey Grass Court Championships, Surbiton  | Erba       | Tim Gullikson   | Pat Du Pré Marty Riessen       | 6–3, 6–7, 8–6 |
| 7.     | 24 agosto 1980  | Atlanta Open, Atlanta                       | Cemento    | Butch Walts     | Anand Amritraj John Austin     | 6-7, 7-6, 7-5 |
| 8.     | 19 aprile 1981  | Los Angeles Open, Los Angeles               | Cemento    | Butch Walts     | John McEnroe Ferdi Taygan      | 6-4, 6-4      |
| 9.     | 3 aprile 1982   | Zurich WCT, Zurigo                          | Sintetico  | Sammy Giammalva | Wojciech Fibak John Fitzgerald | 6-4, 6-2      |
| 10.    | 2 maggio 1982   | Tampa Open, Tampa                           | Sintetico  | Tim Gullikson   | Brian Gottfried Hank Pfister   | 6-2, 6-3      |
| 11.    | 19 giugno 1982  | Bristol Open, Bristol                       | Erba       | Tim Gullikson   | Mark Edmondson Kim Warwick     | 6-4, 7-6      |
| 12.    | 31 ottobre 1982 | Tokyo Indoor, Tokyo                         | Sintetico  | Tim Gullikson   | John McEnroe Peter Rennert     | 6-4, 3-6, 7-6 |
| 13.    | 20 marzo 1983   | ABN AMRO World Tennis Tournament, Rotterdam | Sintetico  | Fritz Buehning  | Peter Fleming Pavel Složil     | 7–6, 4–6, 7–6 |
| 14.    | 21 marzo 1984   | Brussels Indoor, Bruxelles                  | Sintetico  | Tim Gullikson   | Kevin Curren Steve Denton      | 6-4, 6-7, 7-6 |
| 15.    | 20 ottobre 1985 | Swiss Indoors, Basilea                      | Cemento    | Tim Gullikson   | Mark Dickson Tim Wilkison      | 4-6, 6-4, 6-4 |